# Romolo Landi
Romolo Landi (Forlì, 30 ottobre 1909 – Forlì, 5 maggio 1980) è stato un politico italiano.

## Biografia
Di famiglia contadina originaria di Predappio, frequentò a Forlì le scuole elementari, quindi fu avviato al mestiere di meccanico di moto. Dopo aver rifiutato di iscriversi al Pnf, nei primi anni trenta trovò lavoro come operaio nella fabbrica Mangelli. S'iscrisse al Pci nel 1939, dopo l'8 settembre prese parte alla guerra di Liberazione. Membro dell'ottava brigata Garibaldi Romagna, nel 1944 venne nominato commissario politico del Comando piazza di Forlì, nell'aprile 1945 fu arrestato dal governatore alleato insieme con l'azionista Domenico Bazzoli e il democristiano Afro Giunchi per avere diffuso una circolare in cui imponeva la vendita del pane ad un prezzo di gran lunga inferiore rispetto a quello imposto da un decreto alleato.. Fu rimesso in libertà sei giorni più tardi.
Eletto nel XIII collegio elettorale di Bologna all'Assemblea Costituente nel gruppo comunista, si trovò ai margini del partito "per ragioni politiche non ancora del tutto chiarite". Rientrato a Forlì, si dedicò allo studio diplomandosi maestro nel 1953 insieme al figlio Eros. Vinse la cattedra e insegnò a Faenza per quattordici anni. 
Nei primi anni settanta fu nominato presidente dell'Istituto storico della Resistenza di Forlì.